# Franco Bertinetti
Franco Bertinetti (Vercelli, 14 luglio 1923 – Marsiglia, 6 marzo 1995) è stato uno schermidore italiano, specializzato nella spada. Ha vinto due medaglie d'oro nella scherma ai Giochi olimpici: una a Helsinki 1952 nella spada a squadre con Roberto Battaglia, Giuseppe Delfino, Dario Mangiarotti, Edoardo Mangiarotti e Carlo Pavesi e una a Melbourne 1956 con Giorgio Anglesio, Giuseppe Delfino, Edoardo Mangiarotti, Carlo Pavesi e Alberto Pellegrino.
Era il figlio di Marcello Bertinetti.

## Palmarès
In carriera ha ottenuto i seguenti risultati:
Giochi olimpici
Individuale
A squadre
- Oro nella spada a Helsinki 1952[1]
- Oro nella spada a Melbourne 1956[2]

Mondiali
Individuale
- Argento nella spada a Roma 1955
- Bronzo nella spada a Lussemburgo 1954
- Bronzo nella spada a Parigi 1957

A squadre
- Oro nella spada a Bruxelles 1953
- Oro nella spada a Lussemburgo 1954
- Oro nella spada a Roma 1955
- Oro nella spada a Parigi 1957
- Oro nella spada a Filadelfia 1958

Campionati italiani
Individuale
- Oro nella spada nel 1973

A squadre